# Ludza
Ludza (ryska: Лудза) är en kommunhuvudort i Lettland.   Den ligger i kommunen Ludzas Rajons, i den östra delen av landet, 230 km öster om huvudstaden Riga. Ludza ligger 148 meter över havet och antalet invånare är 10 514.
Terrängen runt Ludza är platt. Runt Ludza är det glesbefolkat, med 8 invånare per kvadratkilometer. Ludza är det största samhället i trakten. Omgivningarna runt Ludza är en mosaik av jordbruksmark och naturlig växtlighet.
I trakterna kring Ludza talades under flera århundraden en särskild dialekt av estniska, vars sista talare gick ur tiden under 2010-talet.

## Anteckningar
1. ↑  Framräknat ur variansen i alla höjduppgifter (DEM 3") från Viewfinder Panoramas, inom 10 km radie.[2] Mer om algoritmen finns här: Användare:Lsjbot/Algoritmer.